# Saracinesco
Saracinesco ist eine Gemeinde in der Metropolitanstadt Rom in der italienischen Region Latium mit 172 Einwohnern (Stand 31. Dezember 2023). Sie liegt 54 km nordöstlich von Rom.

## Geographie
Saracinesco liegt in den Monti Ruffi oberhalb des Tals des Aniene und ist Mitglied der Comunità Montana Valle dell’Aniene.
Die Nachbargemeinden sind Anticoli Corrado, Cerreto Laziale, Mandela, Rocca Canterano, Sambuci und Vicovaro.

### Verkehr
Saracinesco liegt an der Autobahn A24, Strada dei Parchi. Die nächste Ausfahrt ist Mandela in 7 km Entfernung.
Mit dem nahen Bahnhof Mandela liegt der Ort an der Bahnstrecke Rom - Avezzano.

## Geschichte
Der Ort soll im 9. Jahrhundert als Stützpunkt von Sarazenen gegründet worden sei, was ihm auch seinen Namen einbrachte. 1052 kam es in den Besitz der Benediktiner von Subiaco auf die der Ausbau der Burg (heute wenige Reste im Ortszentrum) zurückgeht.

## Bevölkerungsentwicklung
| Jahr      | 1881 | 1901 | 1921 | 1936 | 1951 | 1971 | 1991 | 2001 |
| --------- | ---- | ---- | ---- | ---- | ---- | ---- | ---- | ---- |
| Einwohner | 540  | 655  | 800  | 332  | 244  | 179  | 176  | 178  |

Quelle: ISTAT

## Politik
Marco Orsola (Bürgerliste Lista per Saracinesco) wurde im Juni 2009 zum Bürgermeister gewählt. Er löste Giuseppe Dell'Ali (seit 2004) ab, der nicht mehr kandidierte. Bei der Wahl vom 25. Mai 2014 wurde Orsola wiedergewählt.